# 拉丁美洲通讯社
拉丁美洲通訊社（西班牙語：Agencia de Noticias Latinoamericana S.A.），简称拉美社（Prensa Latina），是古巴的官方通訊社，直接接受古巴共产党中央委员会领导。1959年4月，創設於古巴首都哈瓦那。拉美社負責把國際消息經過篩選後統一發放給古巴國內的新聞媒體，也負責將古巴國內的狀況經過彙整後發放給國際間各大媒體報導用。拉美社在全球共有37個分社，每天用西班牙文、英文、葡萄牙文、義大利文、俄文和土耳其文發稿400多條。